# 맥 피나클 시리즈
맥 피나클 시리즈(영어: Mack Pinnacle Series)는 미국 맥 트럭사가 생산하는 대형 트럭으로 2006년에  출시되었다. 이 챠랑은 북아메리카와 남아메리카에서 생산된 차종으로 현재까지 오스트레일리아와 멕시코에서 이 차량을 출시하지 않았다.

## 세부 정보

### 맥 피나클 데이캡
- 맥 피나클 데이캡(영어: Mack Pinnacle Daycab)은 도시 내에서 운송하기 위해서 설계한 스타일 세미 트럭으로 다양성과 연비를 중시했다.

### 맥 피나클 슬리퍼
- 맥 피나클 슬리퍼(영어: Mack Pinnacle Sleepers)는 크로스 컨츄리용으로 설계된 최신형 스타일 세미 트럭으로 미국과 캐나다 시장에서 판매하는 유일한 모델이다.

### 맥 피나클 리와이드 에디션
- 맥 피나클 리와이드 에디션(영어: Mack Pinnacle Rawhide Edition)은 복고풍의 세미 트럭 스타일이다.